# Ceratopsyche aenigma
Ceratopsyche aenigma är en nattsländeart som först beskrevs av Schefter, Wiggins och Unzicker 1986.  Ceratopsyche aenigma ingår i släktet Ceratopsyche och familjen ryssjenattsländor. Inga underarter finns listade i Catalogue of Life.